# هویت کرتین
هویت کِرتین (انگلیسی: Hoyt Curtin؛ ۲۲ سپتامبر ۱۹۲۲ – ۳ دسامبر ۲۰۰۰) آهنگساز و تهیه‌کننده موسیقی اهل ایالات متحده آمریکا بود. وی بین سال‌های ۱۹۵۷ تا ۱۹۸۹ میلادی فعالیت می‌کرد.
از فیلم‌ها یا مجموعه‌های تلویزیونی که وی در آن‌ها نقش داشته است، می‌توان به تاپ کت و شیطون‌های کوچولو اشاره نمود.